# Jane Eyre (film, 2011)
Jane Eyre är en brittisk dramafilm från 2011 i regi av Cary Fukunaga. Filmen är baserad på boken med samma namn från 1847 av Charlotte Brontë. I huvudrollerna ses Mia Wasikowska och Michael Fassbender. Michael O'Connor nominerades till en Oscar för bästa kostym 2011. 

## Handling
Jane, som har förlorat båda sina föräldrar, tvingas bo hos kärlekslösa släktingar som till slut lämnar bort henne till ett barnhem. Efter flera år på hemmet är hon redo att träda i tjänst som guvernant. Hon får ett arbete på Thornfield Hall, hos den mystiske Mr. Rochester. 
Inom kort har han vunnit Janes hjärta, och hennes kärlek är besvarad. Men allt är inte som Jane tror och Mr. Rochester gömmer en mörk hemlighet. 

## Rollista i urval
- Mia Wasikowska – Jane Eyre
- Michael Fassbender – Edward Fairfax Rochester
- Jamie Bell – St. John Rivers
- Judi Dench – mrs Fairfax
- Sally Hawkins – mrs Reed
- Holliday Grainger – Diana Rivers
- Tamzin Merchant – Mary Rivers
- Simon McBurney – mr Brocklehurst
- Imogen Poots – Blanche Ingram
- Sophie Ward – Lady Ingram
- Jayne Wisener – Bessie Lee
- Amelia Clarkson – unga Jane Eyre
- Romy Settbon Moore – Adèle Varens
- Freya Parks – Helen Burns
- Harry Lloyd – Richard Mason
- Valentina Cervi – Bertha Antoinetta Mason
- Craig Roberts – John Reed

## DVD
Filmen gavs ut på DVD i Sverige 2012.